# Ruta 133 (Costa Rica)
La Ruta 133, oficialmente Ruta Nacional Secundaria 133, es una ruta nacional de Costa Rica ubicada en la provincia de Guanacaste.

## Descripción
En la provincia de Guanacaste, la ruta atraviesa el cantón de Abangares (el distrito de Colorado).